# Darkest Day
Darkest Day – ósmy album amerykańskiej grupy deathmetalowej Obituary. Wydawnictwo ukazało się 30 czerwca 2009 roku nakładem Candlelight Records. Płyta zadebiutowała na 32. miejscu listy Top Heatseekers w Stanach Zjednoczonych. Nagrania zostały zrealizowane i wyprodukowane w Redneck Studios w Gibsonton w stanie Floryda. Miksowanie odbyło się w Redroom Recorders w Tampie w stanie Floryda. Z kolei mastering odbył się w Turan Audio.

## Lista utworów
Opracowano na podstawie materiału źródłowego.
| Nr  | Tytuł utworu       | Słowa      | Muzyka                     | Długość |
| --- | ------------------ | ---------- | -------------------------- | ------- |
| 1.  | „List of Dead”     | John Tardy | Donald Tardy, Trevor Peres | 3:34    |
| 2.  | „Blood to Give”    | John Tardy | Donald Tardy, Trevor Peres | 3:35    |
| 3.  | „Lost Inside”      | John Tardy | Donald Tardy, Trevor Peres | 3:55    |
| 4.  | „Outside My Head”  | John Tardy | Donald Tardy, Trevor Peres | 3:52    |
| 5.  | „Payback”          | John Tardy | Donald Tardy, Trevor Peres | 4:29    |
| 6.  | „Your Darkest Day” | John Tardy | Donald Tardy, Trevor Peres | 5:07    |
| 7.  | „This Life”        | John Tardy | Donald Tardy, Trevor Peres | 3:45    |
| 8.  | „See Me Now”       | John Tardy | Donald Tardy, Trevor Peres | 3:23    |
| 9.  | „Fields of Pain”   | John Tardy | Donald Tardy, Trevor Peres | 3:19    |
| 10. | „Violent Dreams”   | John Tardy | Donald Tardy, Trevor Peres | 1:58    |
| 11. | „Truth Be Told”    | John Tardy | Donald Tardy, Trevor Peres | 4:49    |
| 12. | „Forces Realign”   | John Tardy | Donald Tardy, Trevor Peres | 4:39    |
| 13. | „Left to Die”      | John Tardy | Donald Tardy, Trevor Peres | 6:20    |
|     |                    |            |                            | 52:45   |

## Twórcy
Opracowano na podstawie materiału źródłowego.

- John Tardy – śpiew
- Trevor Peres – gitara rytmiczna, design
- Ralph Santolla – gitara prowadząca
- Frank Watkins – gitara basowa
- Donald Tardy – perkusja
- Andreas Marschall – okładka
- Mark Prator – inżynieria dźwięku, miksowanie, produkcja muzyczna
- Tim Turan – mastering

## Wydania
Opracowano na podstawie materiału źródłowego.
| Rok  | Nr katalogowy | Format            | Wytwórnia           | Kraj            |
| ---- | ------------- | ----------------- | ------------------- | --------------- |
| 2009 | CANDLE232CDSE | CD, Enh, Ltd, Sli | Candlelight Records | Wielka Brytania |
| 2009 | BOBVII9LP     | 2xLP, Gat         | Back On Black       | Wielka Brytania |